# هينيكوسان
الهينيكوسان  هو أحد الألكانات الهيدروكربونية، وله الصيغة البنائية CH3(CH2)19CH3.